# Дом (фильм-спектакль)
«Дом» — советский двухсерийный фильм-спектакль 1982 года по одноимённому роману Фёдора Абрамова, экранизация шедшего 20 лет на сцене театра спектакля в постановке Ленинградского Государственного Малого драматического театра, с премьерным составом участников этого спектакля:

Спектакль Льва Додина «Дом» стоит особняком в репертуаре Малого драматического театра. С премьеры спектакля 15 мая 1980 года начался новый период истории Малого драматического театра. У постановки оказалась долгая и счастливая судьба: Государственная премия СССР в 1986 году, гастроли по всему миру. Кончина исполнителя главной роли Н. Лаврова в 2000-м году прервала двадцатилетнюю жизнь спектакля.— Официальный сайт МДТ

## Сюжет
По одноимённому роману Фёдора Абрамова (последний роман тетралогии «Братья и сёстры»).

## В ролях
- Николай Лавров — Михаил Пряслин
- Татьяна Шестакова — Лизавета
- Анатолий Колибянов — Пётр
- Сергей Бехтерев — Григорий Пряслин
- Ирина Демич — Раиса
- Ольга Белявская — Верка
- Александра Кожевникова — Лариса
- Маша Алехина — Анка
- Евгений Меркурьев — Калина Иванович
- Вера Быкова-Пижель — Евдокия-великомученица
- Галина Филимонова — Анфиса
- Игорь Иванов — Егорша
- Михаил Самочко — Нетесов
- Сергей Гальцев — Родька
- Сергей Мучеников — Филя — петух
- Сергей Козырев — Житов
- Владимир Захарьев — Чугаретти
- Феликс Раевский — Таборский
- Борис Бабинцев — Баев
- Нелли Бабичева — Суса Обросова
- Светлана Григорьева — Маня-большая
- Евгения Баркан — Маня-маленькая
- Лидия Горяйнова — Катерина
- Галина Микрюкова — Нюрка Яковлева
- Владимир Семичев — Афонька
- Бронислава Проскурнина — Дарья
- Валерий Криштапенко — Пронька-ветеринар
- Ирина Никулина — Феня-продавщица
- Сергей Власов — Фёдор

## Награды
За постановку спектакля в 1986 году лауреатами Государственной премии СССР стали режиссёр Лев Додин, исполнители главных ролей Николай Лавров, Сергей Бехтерев, Наталья Акимова, исполнители вторых ролей Вера Быкова-Пижель, Пётр Семак, Татьяна Шестакова.